# Proterrhinus
Proterrhinus är ett släkte av skalbaggar. Proterrhinus ingår i familjen Oxycorynidae.

## Dottertaxa tillProterrhinus, i alfabetisk ordning[1]
- Proterrhinus adelus
- Proterrhinus affinis
- Proterrhinus alyxiae
- Proterrhinus amaurodes
- Proterrhinus analcis
- Proterrhinus angularis
- Proterrhinus angustiformis
- Proterrhinus angustior
- Proterrhinus anthracias
- Proterrhinus antiquus
- Proterrhinus archaeus
- Proterrhinus arhopalus
- Proterrhinus basalis
- Proterrhinus binotatus
- Proterrhinus bisignatus
- Proterrhinus blackburni
- Proterrhinus breviformis
- Proterrhinus brevipennis
- Proterrhinus calliphyas
- Proterrhinus cognatus
- Proterrhinus collaris
- Proterrhinus comes
- Proterrhinus compactus
- Proterrhinus convexiusculus
- Proterrhinus crassicornis
- Proterrhinus debilis
- Proterrhinus deceptor
- Proterrhinus deinops
- Proterrhinus denudatus
- Proterrhinus desquamatus
- Proterrhinus detritus
- Proterrhinus difficilis
- Proterrhinus dispar
- Proterrhinus diversus
- Proterrhinus dubiosus
- Proterrhinus echinoides
- Proterrhinus epichlorus
- Proterrhinus epichrysus
- Proterrhinus epimelas
- Proterrhinus epitrachys
- Proterrhinus epitretus
- Proterrhinus erythrodes
- Proterrhinus eugeniae
- Proterrhinus eugonias
- Proterrhinus eulepis
- Proterrhinus eurhopalus
- Proterrhinus eurhynchus
- Proterrhinus ferrugineus
- Proterrhinus gigas
- Proterrhinus gracilis
- Proterrhinus haleakalae
- Proterrhinus hawaiensis
- Proterrhinus hemichlorus
- Proterrhinus heterostictus
- Proterrhinus heterotarsus
- Proterrhinus homoeochromus
- Proterrhinus humeralis
- Proterrhinus hypotretus
- Proterrhinus hystrix
- Proterrhinus ineptus
- Proterrhinus innotabilis
- Proterrhinus insignis
- Proterrhinus integer
- Proterrhinus kaalae
- Proterrhinus kamptarthrus
- Proterrhinus konanus
- Proterrhinus lanaiensis
- Proterrhinus laticollis
- Proterrhinus laticornis
- Proterrhinus lecontei
- Proterrhinus leiorhynchus
- Proterrhinus leptophyas
- Proterrhinus leptorhynchus
- Proterrhinus leptothrix
- Proterrhinus leucothorax
- Proterrhinus linearis
- Proterrhinus longicornis
- Proterrhinus longulus
- Proterrhinus maculatus
- Proterrhinus maculifer
- Proterrhinus major
- Proterrhinus megalotarsus
- Proterrhinus microtarsus
- Proterrhinus mirabilis
- Proterrhinus molokaiensis
- Proterrhinus navita
- Proterrhinus neglectus
- Proterrhinus nigricans
- Proterrhinus nivicola
- Proterrhinus oahuensis
- Proterrhinus obscuricolor
- Proterrhinus obscurus
- Proterrhinus ombrophilus
- Proterrhinus oscillans
- Proterrhinus osculans
- Proterrhinus oxygonias
- Proterrhinus pachycnemis
- Proterrhinus paradoxus
- Proterrhinus pauper
- Proterrhinus peles
- Proterrhinus persimilis
- Proterrhinus platygonias
- Proterrhinus pteridis
- Proterrhinus punctipennis
- Proterrhinus pusillus
- Proterrhinus robustus
- Proterrhinus rufescens
- Proterrhinus ruficollis
- Proterrhinus ruficornis
- Proterrhinus scutatus
- Proterrhinus separandus
- Proterrhinus serricornis
- Proterrhinus seticollis
- Proterrhinus setiger
- Proterrhinus setulosus
- Proterrhinus sharpi
- Proterrhinus similis
- Proterrhinus simplex
- Proterrhinus solitarius
- Proterrhinus squalidus
- Proterrhinus squamicollis
- Proterrhinus sternalioides
- Proterrhinus sternalis
- Proterrhinus subplanatus
- Proterrhinus tarsalis
- Proterrhinus tuberculiceps
- Proterrhinus validus
- Proterrhinus vestitus
- Proterrhinus vicinus
- Proterrhinus wickstroemiae
- Proterrhinus vulcanus